# 武汉泰合广场
武汉泰合广场（英語：Wuhan Taihe Plaza）坐落於武漢市礄口區武勝路與利濟北路交叉口，竣工於1996年12月。大楼总建筑面积73500平方米，是武汉市首座投入使用的超高智能型5A级写字楼。落成至今，曾經荣获国家建筑工程最高奖——“鲁班奖”。

## 入駐企業
强生（中国）医疗器材有限公司、京瓷有限公司、中国工商银行